# والي والر
والي والر (بالإنجليزية: Wally Waller)‏ هو منتج أسطوانات وموسيقي بريطاني، ولد في 9 أبريل 1944 في Barnehurst ‏ في المملكة المتحدة.

## روابط خارجية
- والي والر على موقع IMDb (الإنجليزية)
- والي والر على موقع ميوزك برينز (الإنجليزية)
- والي والر على موقع ديسكوغز (الإنجليزية)